# 沙赫尔努希·帕尔西普尔
沙赫尔努希·帕尔西普尔，伊朗女作家。20世纪末60年代开始发表作品，曾两度入狱，后移居美国。她的作品为伊朗女性主义的崛起作了贡献，讨论了女同性恋的禁忌话题，并融入了魔幻现实主义的创作手法。

## 生平
帕尔西普尔1973年毕业于德黑兰大学社会学专业，随后在索邦大学学习汉语和中国文化，1980年毕业。
16岁时，她就发表了第一篇短篇小说。之后她曾翻译米歇尔·梅西埃的作品，并曾将《西游记》等中文作品译成波斯文。20世纪70年代末她完成了第三部作品——《没有男人的女人》，这是一部由几个相互关联的故事组成的中篇小说。伊朗政府查禁了该书，并命令她今后不要写作类似的作品。1990年代初，她再度被关押。1990年，帕尔西普尔完成了第四本书，这是一本女版堂吉诃德的故事，名为《蓝色理性》。
1994年，她和另外133位艺术家签署了一封反对审查制度的公开信，之后便移居美国。但仍和伊朗文艺圈保持着密切的联系。

## 创作
帕尔西普尔的小说写出了伊朗女性所受到的性压迫，质疑了传统中对贞操的强调，并描写了女性性行为等被当局视为禁忌的内容。
《没有男人的女人》写了乡村花园中五位女性的故事。保守的马赫多赫特因为校长对她的骚扰辞去了教职。之后她目击一个年轻仆人失去贞操，于是渴望变成一棵树来逃避，最终变成一堆种子被冲到世界各地。28岁的法伊泽爱上了好友穆尼斯的兄弟阿米尔。穆尼斯与父兄同住，38岁时仍是处女，与法伊泽争论什么是贞操。活泼的26岁妓女扎林科拉，不得不每天服务二三十个男人。有一天她逃到卡拉杰，与马赫多赫特等人汇合。31岁的法罗赫拉恰导致了她丈夫坠亡，继承其遗产买下了卡拉杰的花园，这是五个女人聚首的地方。
另一部小说《图巴与夜的意义》延续了之前的主题和风格，这部小说主要是1980年代在监狱里写成的。书中的主角意识到身为女人是她困境的根源，世界不属于她，她甚至无法“一会儿看蝴蝶，一会儿看蟋蟀美丽的翅膀”，无力掌控命运。于是她开始了激烈反抗。
帕尔西普尔在《狱中回忆录》中回顾了自己的监狱生活，虽然她没有被正式审判。政治犯的意识形态冲突、囚犯间的虐待，以及各种社会文化差异都有所讨论。